# FCS (文件格式)
.fcs文件格式全称为英語：，是流式細胞術的通用文件檔案格式，由国际流式细胞学会（International Society for Advancement of Cytometry，ISAC）开发和维护，1984年公布第一版，2020年更新到3.2版。

FCS文件的内容，每行为一个细胞，每列为一个参数